# AFP Giovinazzo nelle competizioni internazionali

1980: Pino Marzella bacia sua madre dopo la vittoria in Coppa delle Coppe

Di seguito sono elencate le partite dell'AFP Giovinazzo Polisportiva.

## Statistiche
| Competizione                                 | PAR | G  | V  | N | P  | F   | S   |
| -------------------------------------------- | --- | -- | -- | - | -- | --- | --- |
| Coppa CERS/WSE                               | 4   | 24 | 13 | 2 | 9  | 117 | 96  |
| Coppa dei Campioni/Champions League/Eurolega | 1   | 6  | 2  | 0 | 4  | 29  | 22  |
| Coppa delle Coppe                            | 1   | 6  | 4  | 0 | 2  | 49  | 28  |
| Supercoppa d'Europa/Coppa Continentale       | 1   | 1  | 0  | 0 | 1  | 4   | 9   |
| Totale                                       | 7   | 37 | 19 | 2 | 16 | 199 | 155 |

Legenda:
- PAR = partecipazioni alla competizione
- G = partite giocate
- V = vittorie
- N = pareggi
- P = sconfitte
- F = Goal segnati
- S = Goal subiti

## Coppa CERS/WSE
1982-1983 
| Turno            | Partita                           | Risultato |
| ---------------- | --------------------------------- | --------- |
| Primo turno      | Cibeles - AFP Giovinazzo          | 5 - 4     |
| Primo turno      | AFP Giovinazzo - Cibeles          | 6 - 2     |
| Quarti di finale | Thunerstern - AFP Giovinazzo      | 2 - 3     |
| Quarti di finale | AFP Giovinazzo - Thunerstern      | 5 - 0     |
| Semifinale       | Juventude Viana - AFP Giovinazzo  | 7 - 2     |
| Semifinale       | AFP Giovinazzo - Juventude Viana  | 9 - 1     |
| Finale           | Amatori Vercelli - AFP Giovinazzo | 6 - 4     |
| Finale           | AFP Giovinazzo - Amatori Vercelli | 2 - 7     |

 2009-2010 
| Turno            | Partita                           | Risultato |
| ---------------- | --------------------------------- | --------- |
| Primo turno      | AFP Giovinazzo - Herne Bay United | 10 - 0    |
| Primo turno      | Herne Bay United - AFP Giovinazzo | 1 - 4     |
| Ottavi di finale | Mérignac - AFP Giovinazzo         | 5 - 6     |
| Ottavi di finale | AFP Giovinazzo - Mérignac         | 7 - 4     |
| Quarti di finale | AFP Giovinazzo - Igualada         | 4 - 1     |
| Quarti di finale | Igualada - AFP Giovinazzo         | 8 - 0     |

 2010-2011 
| Turno            | Partita                    | Risultato |
| ---------------- | -------------------------- | --------- |
| Ottavi di finale | AFP Giovinazzo - Diessbach | 6 - 3     |
| Ottavi di finale | Diessbach - AFP Giovinazzo | 5 - 5     |
| Quarti di finale | Fisica - AFP Giovinazzo    | 6 - 3     |
| Quarti di finale | AFP Giovinazzo - Fisica    | 3 - 7     |

 2012-2013 
| Turno            | Partita                   | Risultato |
| ---------------- | ------------------------- | --------- |
| Primo turno      | Wimmis - AFP Giovinazzo   | 7 - 7     |
| Primo turno      | AFP Giovinazzo - Wimmis   | 11 - 2    |
| Ottavi di finale | Mérignac - AFP Giovinazzo | 4 - 2     |
| Ottavi di finale | AFP Giovinazzo - Mérignac | 7 - 4     |
| Quarti di finale | Vilanova - AFP Giovinazzo | 5 - 1     |
| Quarti di finale | AFP Giovinazzo - Vilanova | 6 - 4     |

## Coppa dei Campioni/Champions League/Eurolega
1980-1981 
| Turno            | Partita                       | Risultato |
| ---------------- | ----------------------------- | --------- |
| Quarti di finale | Dennenberg - AFP Giovinazzo   | 2 - 1     |
| Quarti di finale | AFP Giovinazzo - Dennenberg   | 8 - 1     |
| Semifinale       | AFP Giovinazzo - Royal Sunday | 15 - 1    |
| Semifinale       | Royal Sunday - AFP Giovinazzo | 6 - 2     |
| Finale           | Barcellona - AFP Giovinazzo   | 6 - 1     |
| Finale           | AFP Giovinazzo - Sentmenat    | 2 - 6     |

## Coppa delle Coppe
1979-1980 
| Turno            | Partita                       | Risultato |
| ---------------- | ----------------------------- | --------- |
| Quarti di finale | AFP Giovinazzo - Duyvestein   | 10 - 2    |
| Quarti di finale | Duyvestein - AFP Giovinazzo   | 5 - 2     |
| Semifinale       | Royal Sunday - AFP Giovinazzo | 4 - 5     |
| Semifinale       | AFP Giovinazzo - Royal Sunday | 14 - 2    |
| Finale           | Sentmenat - AFP Giovinazzo    | 11 - 4    |
| Finale           | AFP Giovinazzo - Sentmenat    | 14 - 4    |

## Supercoppa d'Europa/Coppa Continentale
1980-1981 
| Turno  | Partita                     | Risultato |
| ------ | --------------------------- | --------- |
| Finale | Barcellona - AFP Giovinazzo | 9 - 4     |